# Coccoloba
Coccoloba är ett släkte av slideväxter. Coccoloba ingår i familjen slideväxter.

## Dottertaxa tillCoccoloba, i alfabetisk ordning[1]
- Coccoloba acapulcensis
- Coccoloba acrostichoides
- Coccoloba acuminata
- Coccoloba acuna
- Coccoloba alainii
- Coccoloba albicans
- Coccoloba alnifolia
- Coccoloba arborescens
- Coccoloba argentinensis
- Coccoloba armata
- Coccoloba ascendens
- Coccoloba baracoensis
- Coccoloba barbadensis
- Coccoloba belizensis
- Coccoloba benitensis
- Coccoloba berazainiae
- Coccoloba boxii
- Coccoloba brasiliensis
- Coccoloba buchii
- Coccoloba bullata
- Coccoloba caesia
- Coccoloba caracasana
- Coccoloba caravellae
- Coccoloba ceibensis
- Coccoloba cereifera
- Coccoloba charitostachya
- Coccoloba chiapensis
- Coccoloba cholutecensis
- Coccoloba clementis
- Coccoloba colombiana
- Coccoloba conduplicata
- Coccoloba cordata
- Coccoloba coriacea
- Coccoloba coronata
- Coccoloba costata
- Coccoloba cowellii
- Coccoloba cozumelensis
- Coccoloba cristalensis
- Coccoloba cruegeri
- Coccoloba cujabensis
- Coccoloba darienensis
- Coccoloba declinata
- Coccoloba densifrons
- Coccoloba diversifolia
- Coccoloba duckei
- Coccoloba dussii
- Coccoloba escuintlensis
- Coccoloba excelsa
- Coccoloba fallax
- Coccoloba fastigiata
- Coccoloba fawcettii
- Coccoloba filipes
- Coccoloba flavescens
- Coccoloba floribunda
- Coccoloba fluviatilis
- Coccoloba fuertesii
- Coccoloba geniculata
- Coccoloba gentryi
- Coccoloba glaziovii
- Coccoloba goldmanii
- Coccoloba gracilis
- Coccoloba guanacastensis
- Coccoloba guaranitica
- Coccoloba gymnorrhachis
- Coccoloba hirtella
- Coccoloba hondurensis
- Coccoloba hotteana
- Coccoloba howardii
- Coccoloba humboldtii
- Coccoloba incrassata
- Coccoloba jamaicensis
- Coccoloba jimenezii
- Coccoloba johnstonii
- Coccoloba klotzschiana
- Coccoloba krugii
- Coccoloba laevis
- Coccoloba lanceolata
- Coccoloba lapathifolia
- Coccoloba lasseri
- Coccoloba latifolia
- Coccoloba lehmannii
- Coccoloba leoganensis
- Coccoloba leonardii
- Coccoloba liebmannii
- Coccoloba lindaviana
- Coccoloba lindeniana
- Coccoloba liportizii
- Coccoloba litoralis
- Coccoloba llewelynii
- Coccoloba longifolia
- Coccoloba lucidula
- Coccoloba lundellii
- Coccoloba manzanillensis
- Coccoloba marginata
- Coccoloba masonii
- Coccoloba meissneriana
- Coccoloba microphylla
- Coccoloba microstachya
- Coccoloba mollis
- Coccoloba montana
- Coccoloba mosenii
- Coccoloba munizii
- Coccoloba nervosa
- Coccoloba nicaraguensis
- Coccoloba nigrescens
- Coccoloba nipensis
- Coccoloba nodosa
- Coccoloba northropiae
- Coccoloba nutans
- Coccoloba oblonga
- Coccoloba obovata
- Coccoloba obtusifolia
- Coccoloba ochreolata
- Coccoloba oligantha
- Coccoloba orinocana
- Coccoloba orizabae
- Coccoloba ortizii
- Coccoloba ovata
- Coccoloba padifolia
- Coccoloba padiformis
- Coccoloba pallida
- Coccoloba paraensis
- Coccoloba paraguariensis
- Coccoloba parimensis
- Coccoloba pauciflora
- Coccoloba peltata
- Coccoloba persicaria
- Coccoloba peruviana
- Coccoloba petrophila
- Coccoloba picardae
- Coccoloba plumieri
- Coccoloba porphyrostachys
- Coccoloba portuguesana
- Coccoloba praecox
- Coccoloba praestans
- Coccoloba proctorii
- Coccoloba pubescens
- Coccoloba pyrifolia
- Coccoloba ramosisissima
- Coccoloba reflexa
- Coccoloba reflexiflora
- Coccoloba retirensis
- Coccoloba retusa
- Coccoloba rigida
- Coccoloba rosea
- Coccoloba rufescens
- Coccoloba rugosa
- Coccoloba ruiziana
- Coccoloba salicifolia
- Coccoloba samanensis
- Coccoloba savannarum
- Coccoloba scandens
- Coccoloba schomburgkii
- Coccoloba schwackeana
- Coccoloba shaferi
- Coccoloba sintenisii
- Coccoloba spicata
- Coccoloba spinescens
- Coccoloba spruceana
- Coccoloba standleyana
- Coccoloba steinbachii
- Coccoloba striata
- Coccoloba subcordata
- Coccoloba swartzii
- Coccoloba tenuiflora
- Coccoloba tenuifolia
- Coccoloba tiliacea
- Coccoloba toaensis
- Coccoloba troyana
- Coccoloba tuerckheimii
- Coccoloba uvifera
- Coccoloba warmingii
- Coccoloba venosa
- Coccoloba wercklei
- Coccoloba williamsii
- Coccoloba wrightii
- Coccoloba wurdackii
- Coccoloba yaracuyensis
- Coccoloba zebra
- Coccoloba zuliana